# Ilex sintenisii
Ilex sintenisii là một loài thực vật có hoa trong họ Aquifoliaceae. Loài này được (Urb.) Britton mô tả khoa học đầu tiên năm 1924.